# Argoncilhe
São Martinho de Argoncilhe es una freguesia portuguesa del concelho de Santa Maria da Feira, con 8,7 km² de superficie y 8. 420 habitantes (2011). Su densidad de población es de 967,8 hab/km².

## Galería

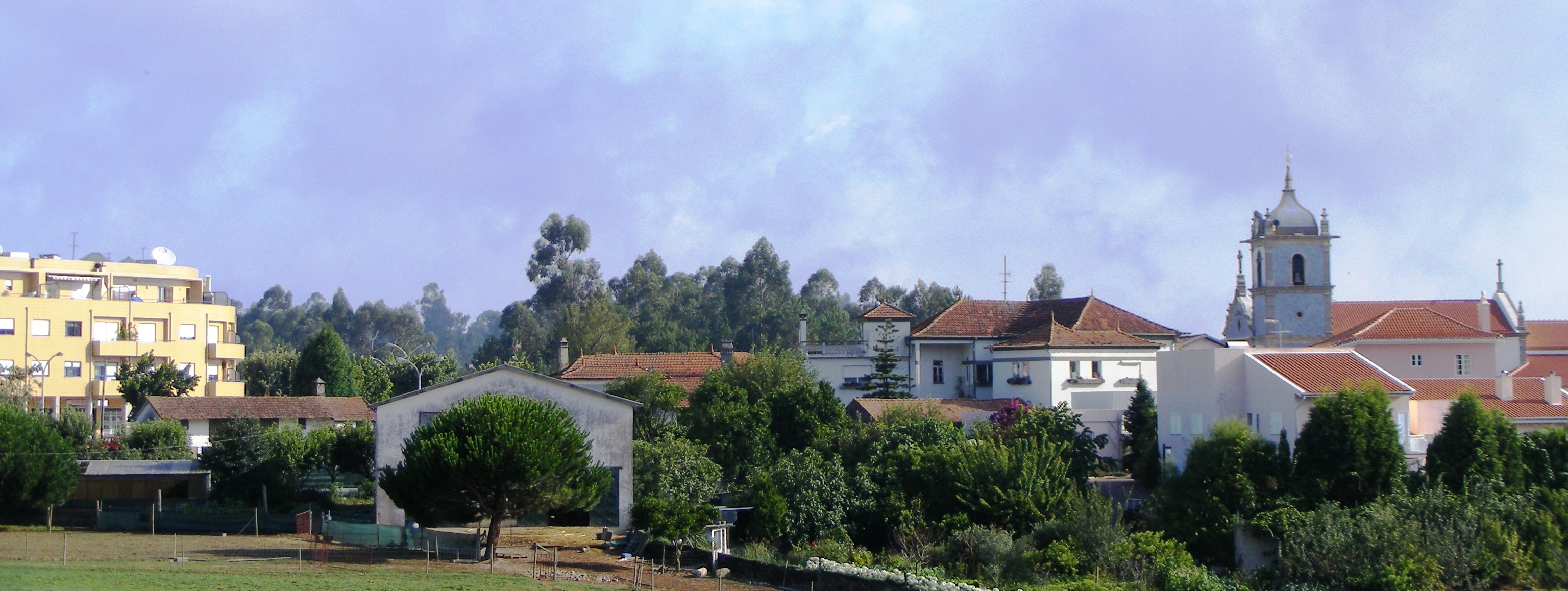
São Martinho de Argoncilhe.